# Premi Nacional de Literatura de Veneçuela
El Premi Nacional de Literatura de Veneçuela és un premi literari lliurat a escriptors veneçolans.
| Año / Periodo | Escritor                                | Género                            | Obra                                                                                       | Imagen |
| ------------- | --------------------------------------- | --------------------------------- | ------------------------------------------------------------------------------------------ | ------ |
| 1948          | Mario Briceño Iragorry                  | Assaig / Historia de Veneçuela    | El Regente Heredia o la piedad heroica                                                     |        |
| 1949          | Carlos Augusto León                     | Poesia                            | A solas con la vida                                                                        |        |
| 1950          | Santiago Key Ayala                      | Assaig                            | Bajo el signo del Ávila                                                                    |        |
| 1951          | Juan Liscano                            | Poesia                            | Humano destino                                                                             |        |
| 1952          | Ramón Díaz Sánchez                      | Assaig / Historia de Veneçuela    | Guzmán: elipse de una ambición de poder                                                    |        |
| 1953          | Félix Armando Núñez                     | Poesia                            | El poema de la tarde                                                                       |        |
| 1954          | Mariano Picón Salas                     | Assaig / Historia de Veneçuela    | Los días de Cipriano Castro                                                                |        |
| 1954          | Arturo Uslar Pietri                     | Assaig                            | Las nubes                                                                                  |        |
| 1955          | Manuel Felipe Rugeles                   | Poesia                            | Cantos de sur y norte                                                                      |        |
| 1956          | Miguel Otero Silva                      | Narrativa                         | Casas muertas                                                                              |        |
| 1956          | Augusto Mijares                         | Assaig                            | La luz y el espejo                                                                         |        |
| 1957          | Juan Beroes                             | Poesia                            | Poemas itálicos: materia de eternidad                                                      |        |
| 1958          | Rómulo Gallegos                         | Narrativa                         | La doncella                                                                                |        |
| 1959          | Juan Manuel González                    | Poesia                            | La heredad junto al viento                                                                 |        |
| 1960          | José Fabbiani Ruiz                      | Narrativa                         | A orillas del sueño                                                                        |        |
| 1961          | José Ramón Medina                       | Poesia                            | Memorias y elegías                                                                         |        |
| 1962          | José Antonio de Armas Chitty            | Ensayo / Història de Veneçuela    | Tucupido, Formación de un Pueblo del Llano                                                 |        |
| 1963          | Luis Pastori                            | Poesia                            | Elegía sin fin                                                                             |        |
| 1964          | Arturo Croce                            | Narrativa                         | El espacio en el tiempo                                                                    |        |
| 1965          | José Tadeo Arreaza Calatrava            | Poesia                            | Poesía                                                                                     |        |
| 1966          | Alberto Arvelo Torrealba                | Assaig                            | Lazo Martí: vigencia en lejanía                                                            |        |
| 1967          | Fernando Paz Castillo                   | Poesia                            | Poesia                                                                                     |        |
| 1968          | Guillermo Meneses                       | Narrativa / Assaig                | Espejos y disfraces                                                                        |        |
| 1969          | Vicente Gerbasi                         | Poesia                            | Poesía de viajes                                                                           |        |
| 1970          | Alfredo Armas Alfonzo                   | Narrativa                         | El osario de Dios                                                                          |        |
| 1970          | Luis Beltrán Guerrero                   | Assaig                            | El tema de la revolución                                                                   |        |
| 1971          | Pablo Rojas Guardia                     | Poesia                            | La voz inacabada                                                                           |        |
| 1972          | Alfredo Boulton                         | Assaig                            | Historia de la pintura en Venezuela                                                        |        |
| 1973          | Salvador Garmendia                      | Narrativa                         | Los escondites                                                                             |        |
| 1973          | Caupolicán Ovalles                      | Poesia                            | Copa de huesos                                                                             |        |
| 1973          | José Luis Salcedo Bastardo              | Assaig                            | Bolívar: un continente y un destino                                                        |        |
| 1974          | José Ramón Heredia                      | Poesia                            | Antología poética                                                                          |        |
| 1974          | Pedro Pablo Barnola Duxans              | Assaig                            | Afirmaciones de cultura                                                                    |        |
| 1974          | Julio Garmendia                         | Narrativa                         | Trajectòria                                                                                |        |
| 1975          | Orlando Araujo                          | Assaig                            | Contrapunteo de la vida y de la muerte: ensayo sobre la poesía de Alberto Arvelo Torrealba |        |
| 1975          | Ramón Palomares                         | Poesia                            | Adiós Escuque                                                                              |        |
| 1976          | Antonia Palacios                        | Narrativa                         | El largo día ya seguro                                                                     |        |
| 1976          | Juan Sánchez Peláez                     | Poesia                            | Rasgos comunes                                                                             |        |
| 1976          | Guillermo Sucre                         | Assaig                            | La máscara, la transparencia                                                               |        |
| 1977          | Ida Gramcko                             | Poesia                            | Trajectoria literària                                                                      |        |
| 1978          | Juan David García Bacca                 | Assaig                            | Trajectòria                                                                                |        |
| 1978          | Luis Alberto Crespo                     | Poesia                            | Costumbre de Sequía                                                                        |        |
| 1979          | Francisco Pérez Perdomo                 | Poesia                            | Trajectòria                                                                                |        |
| 1980          | Adriano González León                   | Narrativa                         | Trajectòria                                                                                |        |
| 1981          | Miguel Ramón Utrera (rechazó el premio) | Poesía                            | Trajectòria                                                                                |        |
| 1982          | Arturo Uslar Pietri                     | Narrativa                         | La isla de Robinson                                                                        |        |
| 1983          | Pascual Venegas Filardo                 | Poesia                            | Trajectòria                                                                                |        |
| 1984          | Isaac J. Pardo                          | Assaig / Història de Veneçuela    | Fuegos Bajo el Agua                                                                        |        |
| 1985          | Rafael Cadenas                          | Poesía / Assaig                   | Trajectòria                                                                                |        |
| 1986          | Luz Machado                             | Poesia                            | Trajectòria                                                                                |        |
| 1987          | Rafael Ángel Díaz Sosa                  | Assaig                            | Trajectòria                                                                                |        |
| 1988          | Oswaldo Trejo                           | Narrativa                         | Trajectòria                                                                                |        |
| 1989          | Ana Enriqueta Terán                     | Poesia                            | Trajectòria                                                                                |        |
| 1990          | Guillermo Morón                         | Narrativa / Història de Veneçuela | Trajectòria                                                                                |        |
| 1991          | José Balza                              | Narrativa / Ensayo                | Trajectòria                                                                                |        |
| 1992          | Pedro Pablo Paredes                     | Poesía / Ensayo                   | Trajectòria                                                                                |        |
| 1993          | Pedro Grases González                   | Assaig / Historia de Veneçuela    | Trajectòria                                                                                |        |
| 1994          | Elizabeth Schön                         | Poesia                            | Trajectòria                                                                                |        |
| 1995          | Gustavo Díaz Solís                      | Narrativa                         | Trajectòria                                                                                |        |
| 1996          | José Manuel Briceño Guerrero            | Assaig                            | Trajectòria                                                                                |        |
| 1997          | Alfredo Silva Estrada                   | Poesia                            | Trajectòria                                                                                |        |
| 1998          | Eugenio Montejo                         | Poesía                            | Trajectòria                                                                                |        |
| 1999          | Elisa Lerner                            | Crónica / Ensayo                  | Trajectòria                                                                                |        |
| 2000          | Gustavo Pereira                         | Poesía / Ensayo                   | Trajectòria                                                                                |        |
| 2001          | Luis Britto García                      | Narrativa                         | Trajectòria                                                                                |        |
| 2002-2003     | Carlos Noguera                          | Narrativa                         | Trajectòria                                                                                |        |
| 2004          | José León Tapia (rechazó el premio)     | Narrativa / Història de Veneçuela | Trajectòria                                                                                |        |
| 2006          | Renato Rodríguez                        | Narrativa                         | Trajectòria                                                                                |        |
| 2007          | William Osuna                           | Poesia                            | Trajectòria                                                                                |        |
| 2008-2010     | Luis Alberto Crespo                     | Poesia                            | Trajectòria                                                                                |        |
| 2011-2012     | Francisco Massiani                      | Narrativa y Poesía                | Trajectòria                                                                                |        |
| 2013-2014     | Laura Antillano                         | Narrativa                         | Trajectòria                                                                                |        |
| 2016-2018     | Gabriel Jiménez Emán                    | Narrativa                         | Trajectòria                                                                                |        |
| 2019-2020     | Reynaldo Pérez Só                       | Poesia                            | Trajectòria                                                                                |        |
| 2021-2022     | José Napoleón Oropeza                   | Narrativa i poesia                | Trajectòria                                                                                |        |